# ブラック・レーベル・ソサイアティ
ブラック・レーベル・ソサイアティ (Black Label Society) は、アメリカ合衆国出身のヘヴィメタル・バンド。
オジー・オズボーン・バンドの活動でも知られるギタリスト ザック・ワイルドが主宰するグループ。

## 概要
ザック・ワイルドはオジー・オズボーンの引退宣言（後に撤回）に伴い、ソロ・アーティストとしてのキャリアを模索することとなり、1994年に「プライド & グローリー」を結成するが、その解散後に発展的継承先として1998年に結成されたのが「ブラック・レーベル・ソサイアティ」であり、同年、1stアルバム『ソニック・ブリュー』を発表する。以後、現在まで継続的に活動中。
バンド名は日本のビール、サッポロ黒ラベルに由来するという説がある。日本の音楽専門誌では、ザックが自らそう語る事もある。

## メンバー

### 現ラインナップ
- ザック・ワイルド Zakk Wylde - ボーカル/リードギター (1998– )
- ダリオ・ロリーナ Dario Lorina - リズムギター (2014– )
- ジョン・ディサルヴォ John DeServio - ベース (1999, 2005– )
- ジェフ・ファブ Jeff Fabb - ドラムス (2012-2013, 2014– )

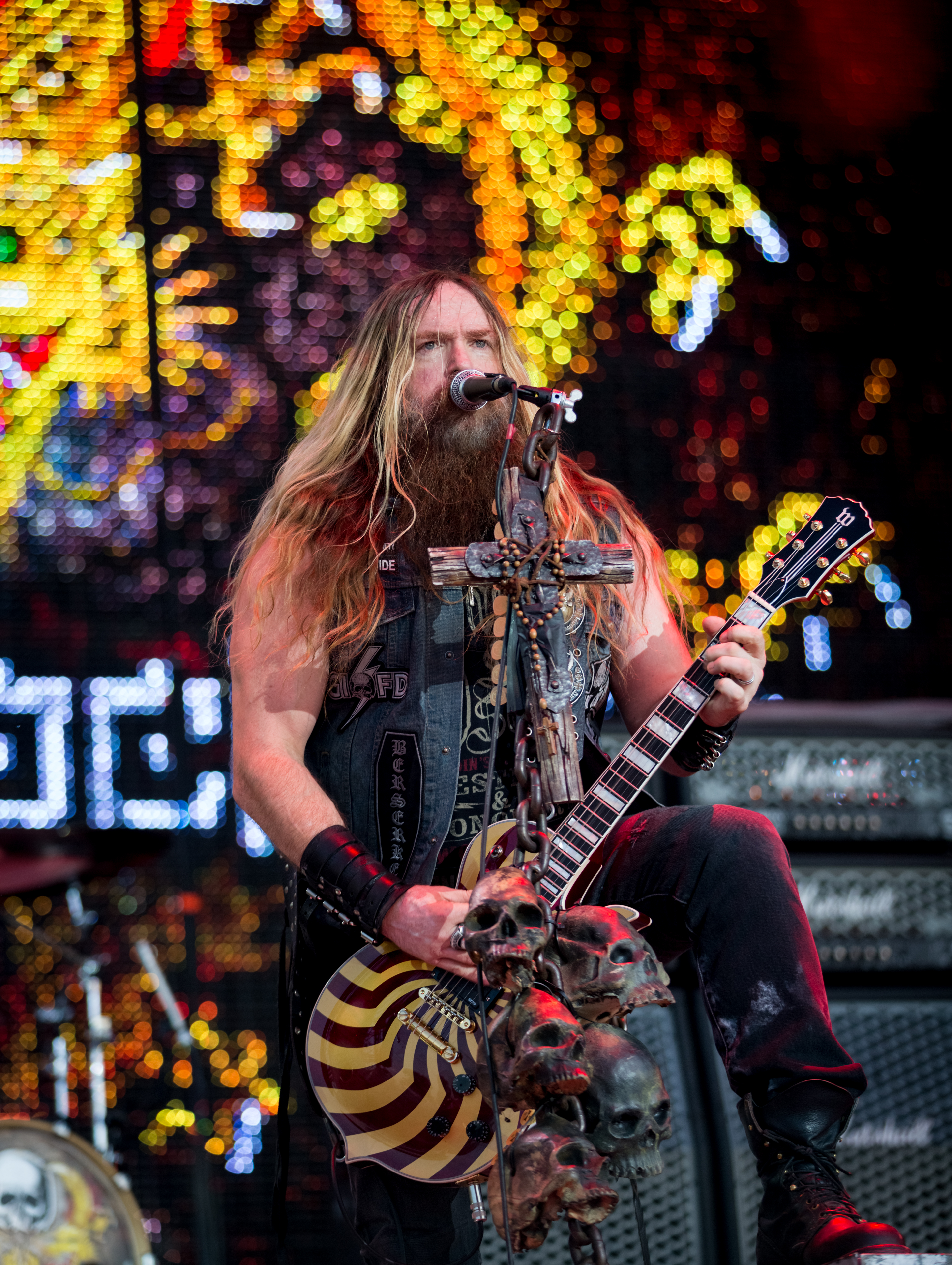
ザック・ワイルド(Vo/G) 2015年
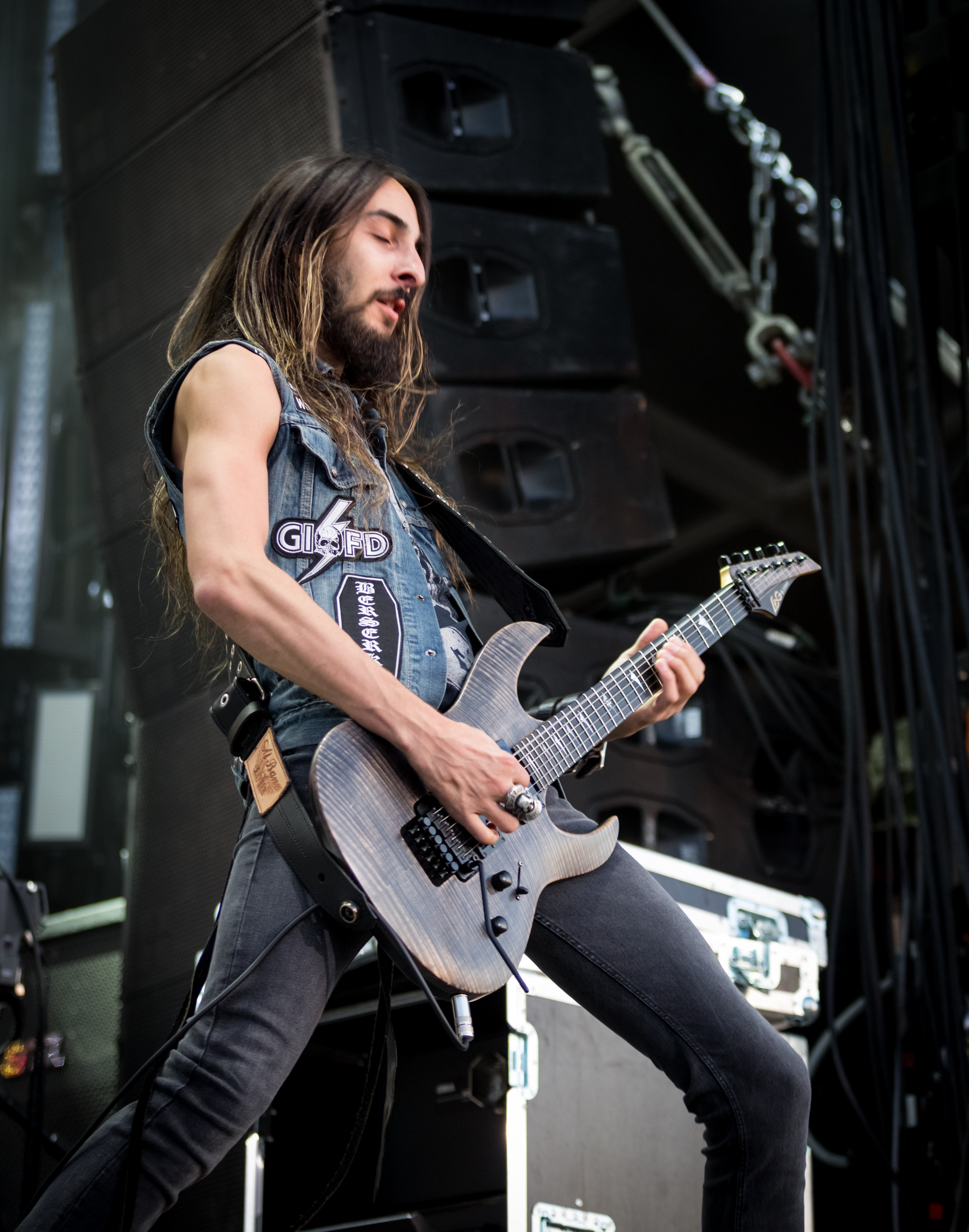
ダリオ・ロリーナ(G) 2015年
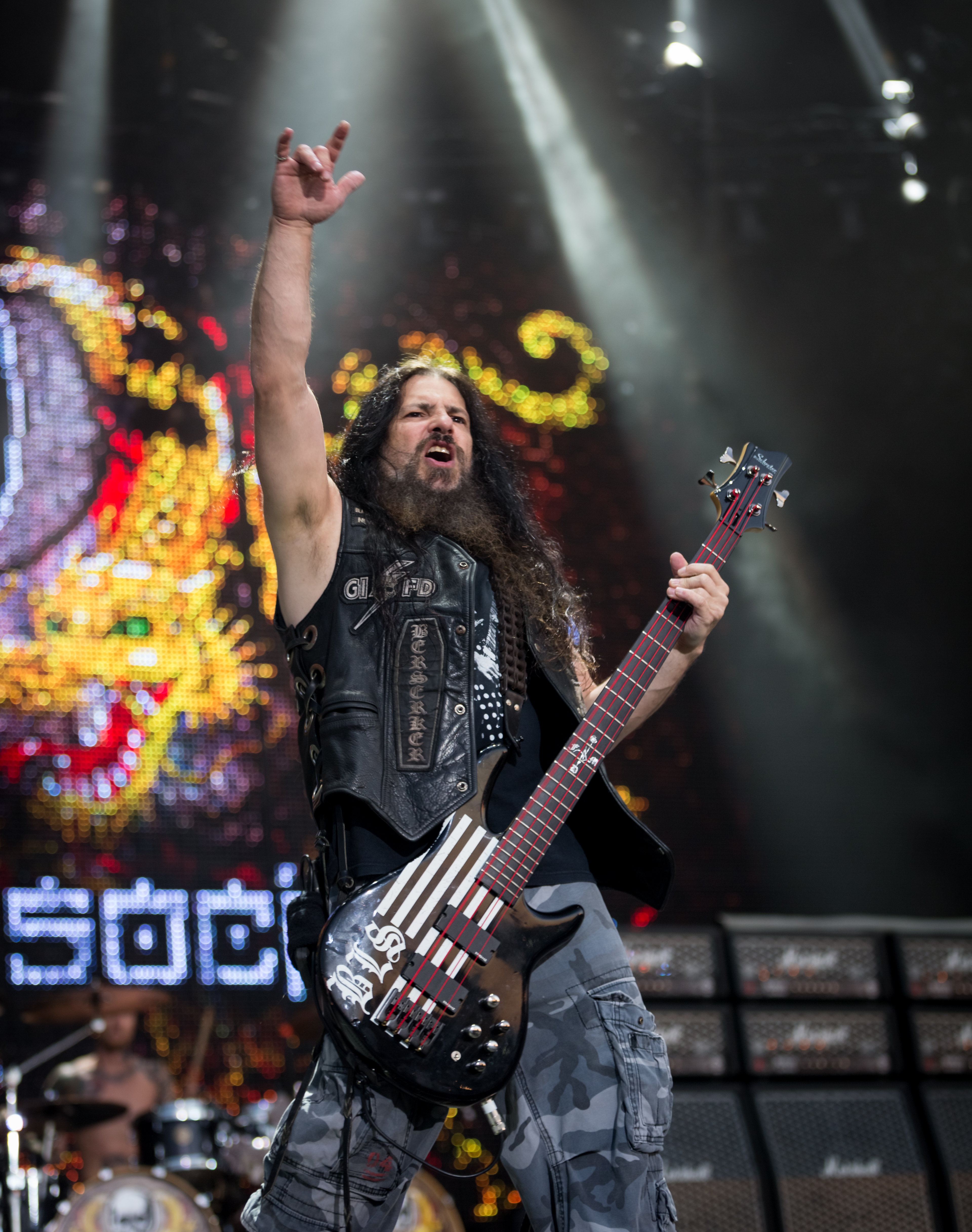
ジョン・ディサルヴォ(B) 2015年
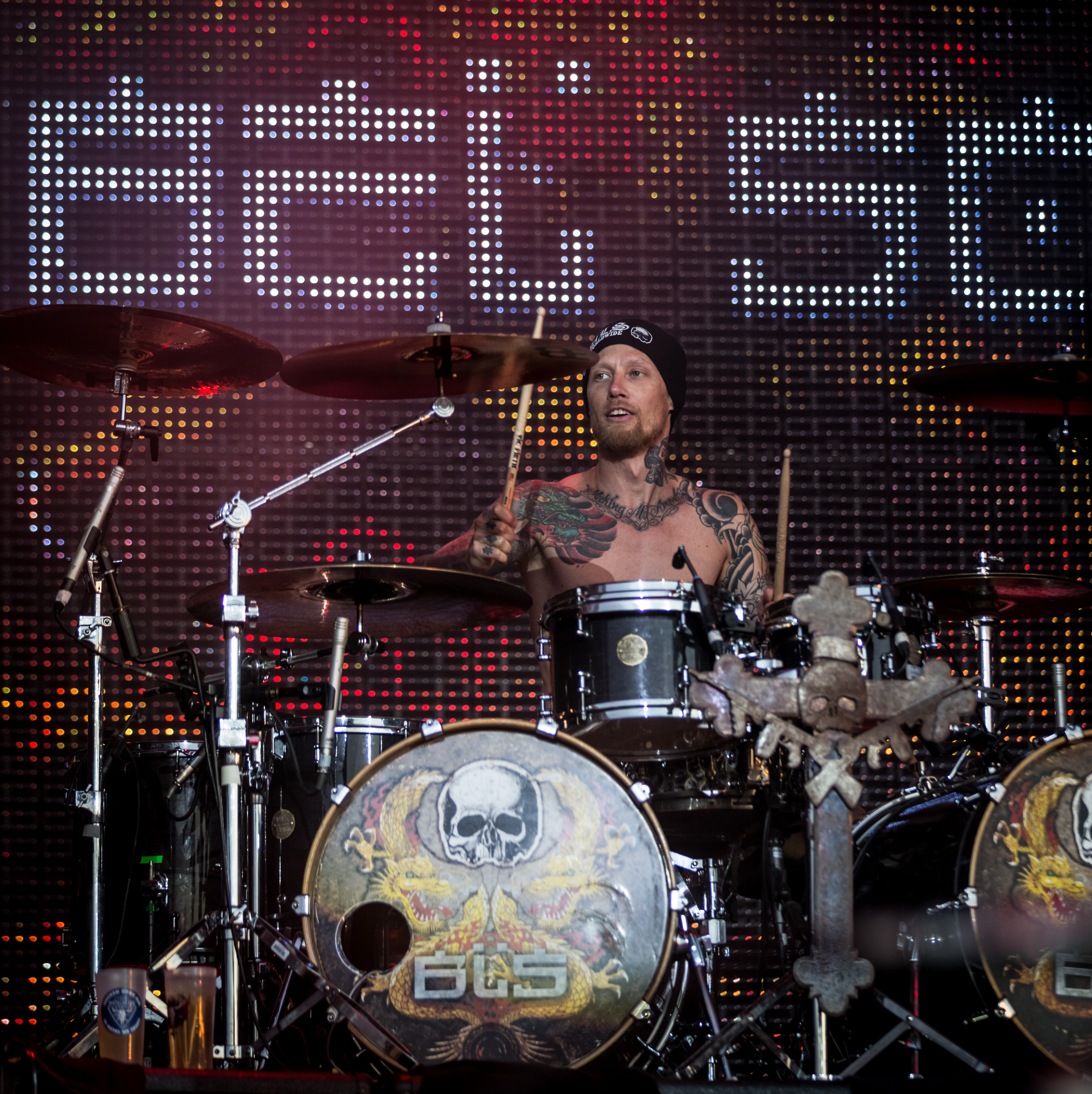
ジェフ・ファブ(Ds) 2015年

### 旧メンバー
- フィル・オンディッチ Phil Ondich – ドラムス (1998–2000)
- ニック・カタニース Nick Catanese – リズムギター (1999–2013)
- スティーヴ・ギブ Steve Gibb – ベース (2000)
- クレイグ・ニューネンマッハー Craig Nunenmacher – ドラムス (2000–2010)
- マイク・アイネズ Mike Inez – ベース (2001, 2003)
- ロバート・トゥルージロ Robert Trujillo – ベース (2001–2003)
- ジェイムズ・ロメンゾ James LoMenzo – ベース (2004–2005)
- ウィル・ハント Will Hunt – ドラムス (2010–2011)
- チャド・セリガ Chad Szeliga – ドラムス (2011–2012, 2013-2014)

## ディスコグラフィ

### スタジオアルバム
- ソニック・ブリュー Sonic Brew (1998)
- 暴拳王-ストロンガー・ザン・デス Stronger Than Death (2000)
- 1919☆エターナル 1919☆Eternal (2002)
- ブレスド・ヘルライド The Blessed Hellride (2003)
- ハングオーヴァー・ミュージック Vol.6 Hangover Music Vol.VI (2004)
- マフィア Mafia (2005)
- ショット・トゥ・ヘル Shot To Hell (2006)
- オーダー・オブ・ザ・ブラック Order Of The Black (2010)
- カタコンベ・オヴ・ザ・ブラック・バチカン Catacombs of the Black Vatican (2014)
- グリメスト・ヒッツ Grimmest Hits (2018)
- ドゥーム・クルー・インク Doom Crew Inc. (2021)

### ライヴアルバム
- ライヴ! BLS Alcohol Fueled Fuckin' Brewtality Live!! (2001)
- アンブラッケンド Unblackened (2013)[2]

### コンピレーション
- キングス・オブ・ダムネーション Kings of Damnation 98-04 (2005)
- Skullage (2009)

## 来日公演

### 単独公演
- Sonic Brew Tour（1999年）
  - 5月1日・2日・3日 東京 渋谷クラブクアトロ
  - 5月5日 名古屋 名古屋クラブクアトロ
  - 5月6日 大阪 心斎橋クラブクアトロ
- Penchant for Violence Tour（2000年）
  - 6月14日・15日・16日 東京 Shibuya O-EAST
  - 6月17日 横浜 横浜ベイホール
  - 6月19日 大阪 松下IMPホール
  - 6月20日 福岡 クロッシングホール
  - 6月21日 名古屋 名古屋クラブクアトロ
- THE BLESSED HELLRIDE TOUR 2003（2003年）
  - 4月18日・19日 東京 渋谷クラブクアトロ
- Mafia Tour 2005（2005年）
  - 5月14日 名古屋 名古屋クラブクアトロ
  - 5月15日 大阪 心斎橋クラブクアトロ
  - 5月17日・18日 東京 渋谷クラブクアトロ
- Japan Tour 2011（2011年）
  - 4月6日 東京 渋谷クラブクアトロ
  - 4月7日 東京 Shibuya O-EAST
    - 延期のうえスケジュール調整がつかず中止

### フェス
- Ozzfest Japan 2015（2015年）
  - 11月22日 千葉 幕張メッセ 国際展示場 展示ホール9-10-11